# Epicypta tacanhapesi
Epicypta tacanhapesi är en tvåvingeart som beskrevs av Lane 1960. Epicypta tacanhapesi ingår i släktet Epicypta och familjen svampmyggor. Inga underarter finns listade i Catalogue of Life.